# Світ зсередини
«Світ зсередини» (англ. The World Inside) — фантастичний роман Роберта Сілверберга 1971 року народження, еротична антиутопія. Книга складена з опублікованих в 1970 і 1971 роках 6 оповідань і повістей, з них найбільш відомим є оповідання «Щасливий день у 2381 році», яким відкривається текст. У 1972 році роман номінувався на премію «Хьюго». У 2010 році перевидавався в м'якій обкладинці. Перекладено французькою (1974) і польською (1997) мовами. Російською мовою видавався у Москві та Києві в 1992 році.

## Зміст
Роман складається з п'яти новел, пов'язаних одна з одною хронотопом і загальними персонажами. Час дії — 2381, місце дії — Міська монада № 116 (англ. Urban Monad 116, Urbmon 116, в російському перекладі «гонада») — 1000-поверховий хмарочос в 3 милі висотою, що містить в собі 25 «міст», із загальним населенням 800 000 осіб. Гонада входить до складу «констеляції» Чіпітс (Чикаго — Піттсбург), однієї з багатьох на планеті. Основний сенс життя її мешканців — безперервне розмноження, яке є різновидом релігійної віри. Загальне населення Землі досягло 75 млрд осіб, і планується його подальше збільшення на три мільярди осіб на рік. Вся колишня інфраструктура Землі ліквідована, 10% поверхні зайнято міськими агломераціями, інший простір використовується фермерами для виробництва продовольства.
Війни, голод і насильство на Землі ліквідовані, обмеження народжуваності й будь-які заборони на сексуальне життя вважаються злочином; при цьому релігійним обов'язком громадянина є обов'язковий шлюб і народження якомога більшого числа дітей. Все необхідне для життя виробляється всередині «гонади», жителі окремої будівлі не спілкуються з жителями інших агломерацій, але в міру заповнення житлових приміщень, будуються нові будівлі, куди відселяються надлишки населення. Виняток з цього — адміністратори, які зрідка відвідують інші агломерації повітряним шляхом. Продовольством містян забезпечують фермери, які отримують від містян необхідну техніку, у фермерів народжуваність обмежена, а шлюби не заохочуються. Фермери та містяни не спілкуються між собою і навіть говорять різними мовами.
Головний спосіб спілкування між містянами — секс, при цьому чоловіки зобов'язані брати участь у «блуді» (в оригіналі night walking); найбільшим злочином є відмова в близькості. Квартира для розпусти вибирається випадковим чином, всі належать всім, однак зв'язки на більш високих поверхах вважаються безтактними. Один з героїв роману — історик Джейсон Кеведо, приходить до висновку, що цей звичай народився з синтезу звичаїв вільного кохання, що практикується у XX столітті, і пуританських законів про заборону контрацепції. Більшість людей одружуються в 12 років, і народжують перших дітей в 14 років. Місто-будівля забезпечує їх усім необхідним, соціальний статус залежить від роду занять, і виражається в площі житлового приміщення і висоті поверху, на якому розташовується «місто».
Попри величезні зусилля влади по підтримці стабільного суспільства, деякі мешканці «гонади» відчувають симптоми психічного розладу, це доля всіх основних героїв книги. «Соціальна інженерія» дозволяє скорегувати особистості більшості уражених, але невиліковні піддаються ліквідації.

## Персонажі
- Арта — жінка-фермер, близько 30 років, яка врятувала Майкла від людського жертвопринесення. Вона допомогла йому повернутися в гонаду.
- Діллон Крімс, 17 років, музикант, соліст космічного ансамблю з «міста» богеми Сан-Франциско. Усвідомивши неможливість жити в гонаді, знаходить вихід у галюциногенах.
- Кіплінг Фріхаус, близько 50 років, адміністратор гонади № 116. Проживає в Луїсвіллі — «місті» еліти.
- Никанор Гортман, уродженець Венери. Гість гонади № 116 з першої новели.
- Льюїс Холстон, адміністратор гонади № 116. Проживає в Луїсвіллі — «місті» еліти.
- Сигмунд Клавер, 15 років, кар'єрист, який прагне потрапити в число еліти. Досяг статевої зрілості в 10 років, став батьком у 12 років. Усвідомивши порожнечу способу життя гонади, кінчає життя самогубством, кинувшись з вершини будівлі.
- Меймлон Клавер, дружина Сигмунда. У неї закоханий Джейсон Кеведо.
- Джейсон Кеведо, історик XX століття. Усвідомив себе атавізмом, вивчаючи сексуальні звичаї далекого минулого, мучиться ревнощами до дружини й коханці, але знаходить сили зображати лояльного члена суспільства.
- Мікаела Кеведо, дружина Джейсона. Сестра-близнюк Майкла, в дитинстві була з ним у кровозмісному зв'язку. Усвідомлює себе атавізмом, переконує чоловіка симулювати лояльність.
- Майкл Стетлер, 23 роки, інженер-електронник. Зумів зламати систему захисту гонади, намірившись дійти пішки до руїн Нью-Йорка. Після невдалого контакту з фермерами, повернувся в гонаду і був негайно ліквідований.